# Furioso

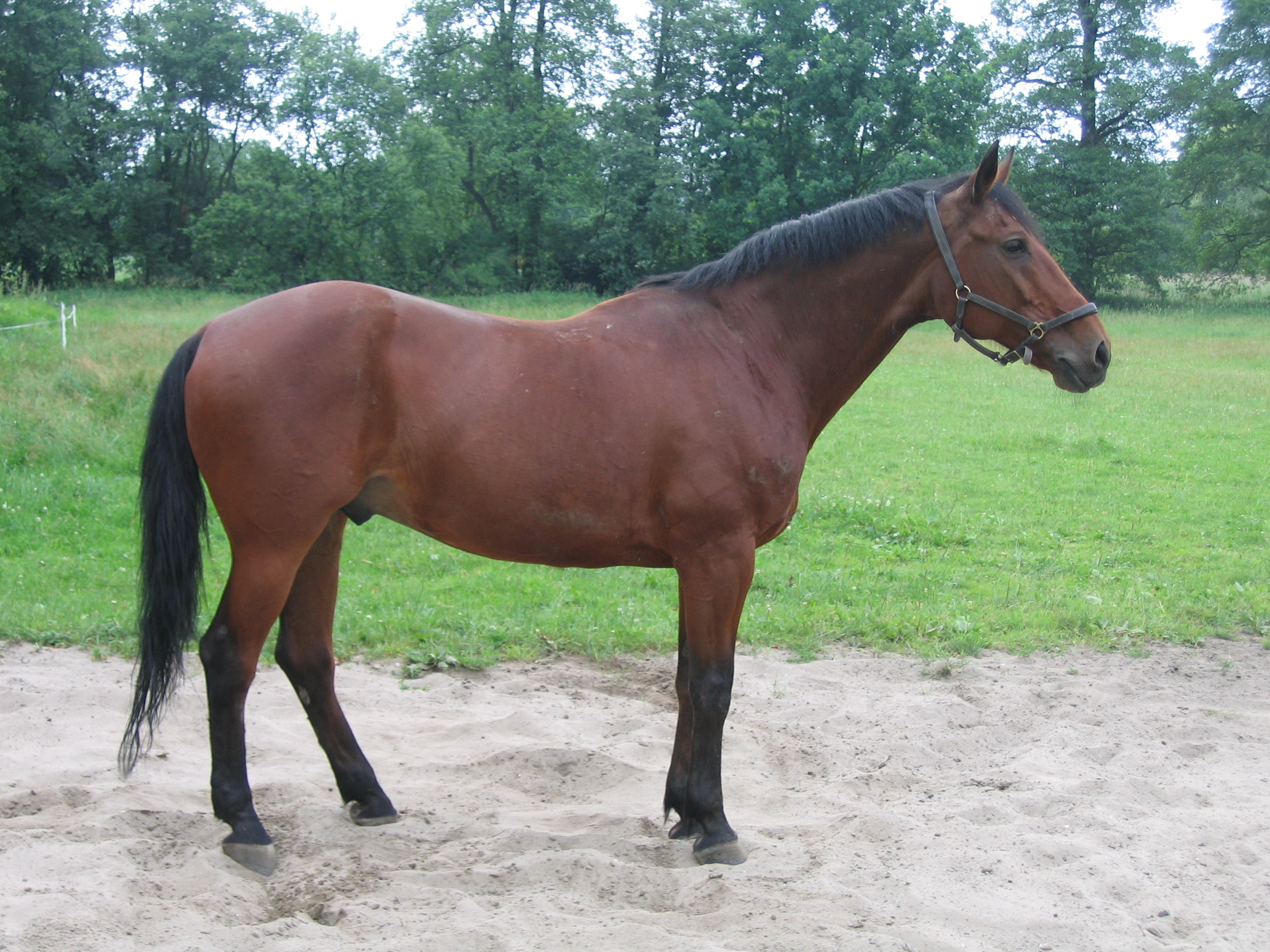
Koń z polskiej linii Furioso-Przedświt

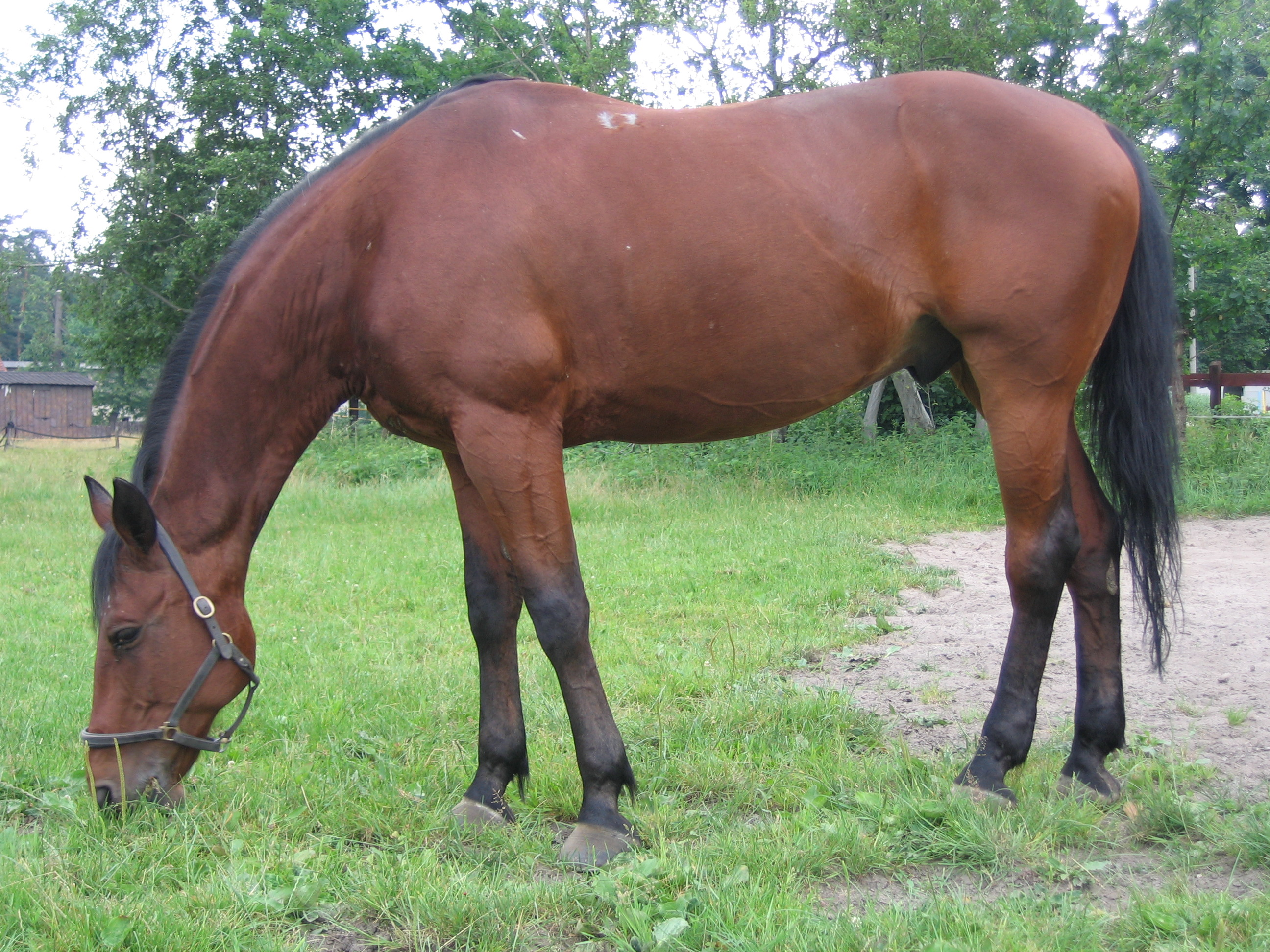
Furioso-Przedświt podczas odpoczynku

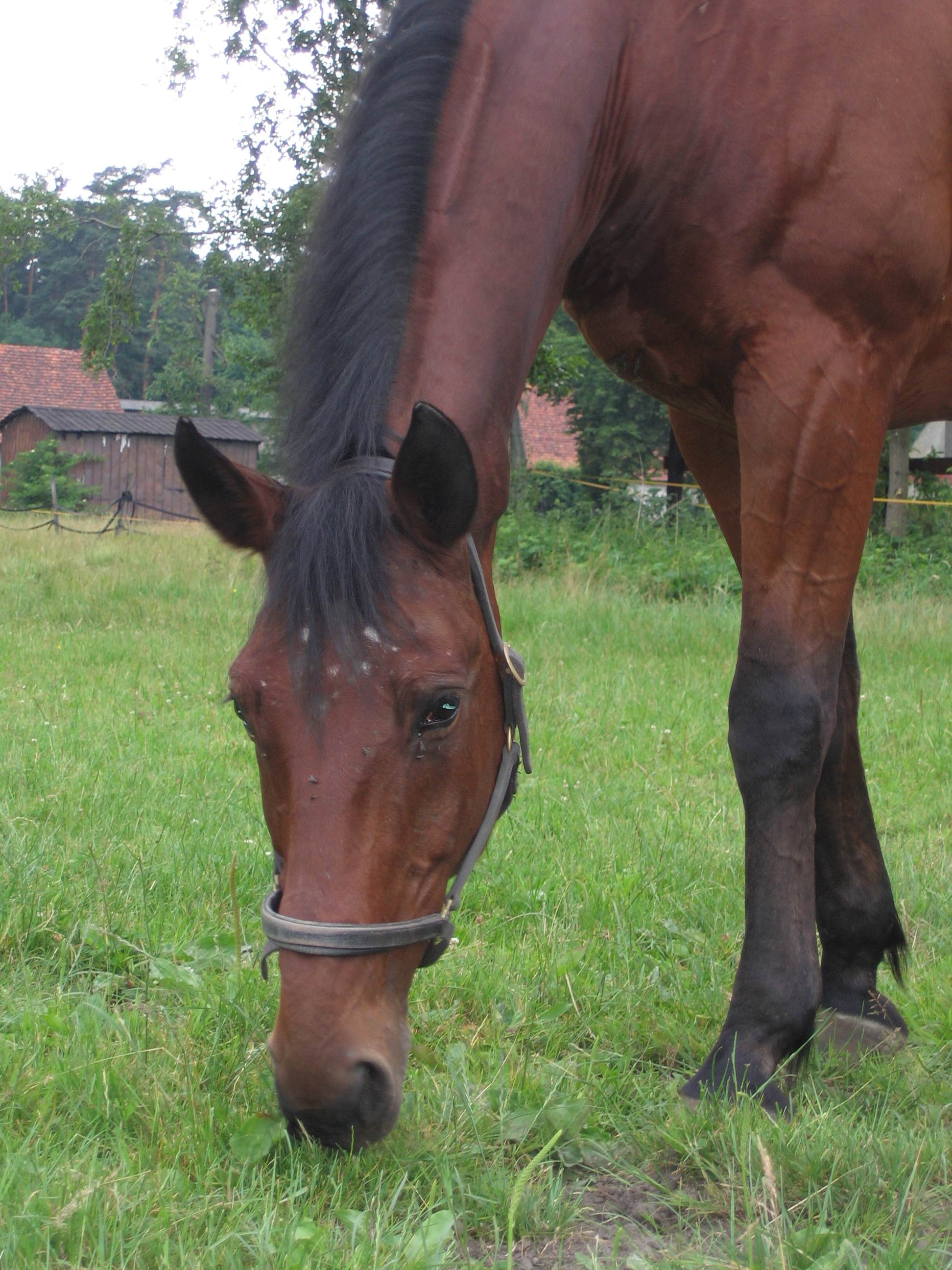
Głowa konia Furioso-Przedswit

Furioso – rasa koni półkrwi, wyhodowana metodą selekcji w państwowej stadninie koni w Mezőhegyes na Węgrzech, gdzie znajdowały się klacze pochodzące od konia pełnej krwi angielskiej oraz klacze czystej krwi arabskiej. Były one stanowione słynnym ogierem pełnej krwi Furioso. Został on wyhodowany ok. 1836 w węgierskiej stadninie hrabiego Karolyi.
„Furioso łączony był w Mezohegyes z klaczami półkrwi angielskiej oraz arabskiej i dał z nimi doskonałe potomstwo: rosłe, kościste i prawidłowo zbudowane. Pozostawił po sobie 95 synów i 81 córek. Pięciu z synów czynnych było jako ogiery czołowe w Mezohegyes, a trzech w Radowcach”.

## Pokrój
Furioso to majestatyczny koń, mierzący około 160 cm w kłębie. Dopuszczalne są prawie wszystkie maści, a najczęściej spotykane to kare, skarogniade i gniade. Głowa średniej wielkości, szlachetna, z dłuższymi uszami. Kłąb jest dobrze zaznaczony, łopatki i kończyny są zdrowe i mocne. Wpływ przodków koni karetowych przejawia się w ściętym, choć dobrze umięśnionym zadzie. Kończyny, chociaż mocne i suche, nie są tak dobrze ukształtowane jak u bardzo szybkich koni; pęciny są pochyłe. Kopyta o twardym rogu. Klatka piersiowa szeroka i głęboka, kłoda długa, grzbiet mocny. Konie te są wytrzymałe w pracy.

## Wykorzystanie
Podobnie jak wiele koni wierzchowych, furioso wykorzystywany był przede wszystkim w armii austro-węgierskiej. Jest to koń wszechstronny, w typie huntera (konia do polowań). Bardzo inteligentny, łatwy do powodowania. Pod siodłem doskonale spełnia swoją rolę zarówno jako koń spacerowy, w trudnych rajdach, jak i w steeple-chase, nadaje się także do zawodów cross-country i jazdy rekreacyjnej. Chociaż jego chody nie są idealne, jest dobrym skoczkiem, dość dobrym w ujeżdżeniu, wywierającym wrażenie elegancji.

## Hodowla
W 1885 populację koni furioso połączono z linią wytrzymałych koni kawaleryjskich pochodzących od reproduktora  North-Star rasy Norfolk Trotter, zwanej też Norfolk Roadster, który przybył do Mezohegyes z Anglii w 1852. Z biegiem czasu linia north-star straciła na znaczeniu, a populację furioso krzyżowano z reproduktorami niemieckimi dla uzyskania nowoczesnego konia sportowego.

### Furioso w Polsce
Furioso był szeroko wykorzystywany w stadach hodowlanych, zwłaszcza w Europie Wschodniej i przyczynił się do uszlachetnienia wielu wartościowych ras. Przykładem jest polska linia koni Furioso-Przedświt hodowana m.in. w Stadninie Koni Kalników (Podkarpackie). „Polskie furioso są mniejsze od węgierskich i bardziej szlachetne. Najlepiej łączą się one z north-starami, przedświtami, końmi pełnej krwi angielskiej”. Furioso na terenach Małopolski obecne są od lat 80. XIX wieku, a od roku 1918 zaczęły występować także w innych częściach kraju. W latach 90. XX wieku polska hodowla zaczęła z powodzeniem zmierzać w stronę uzyskania koni sportowych, głównie do skoków.